# Max Meid

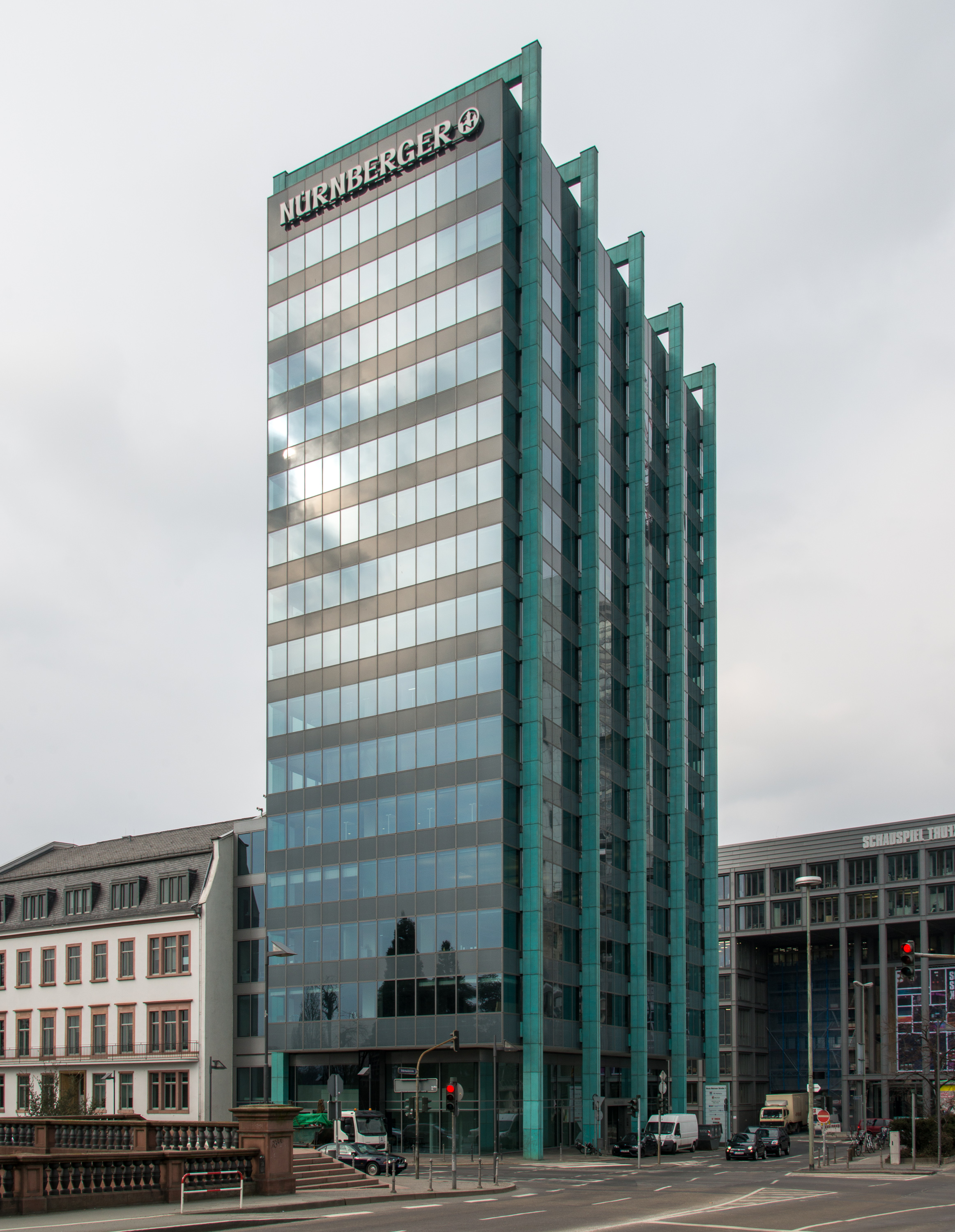
National-Haus (jetzt Nürnberger Versicherungen) an der Untermainbrücke, Meid/Romeick 1964

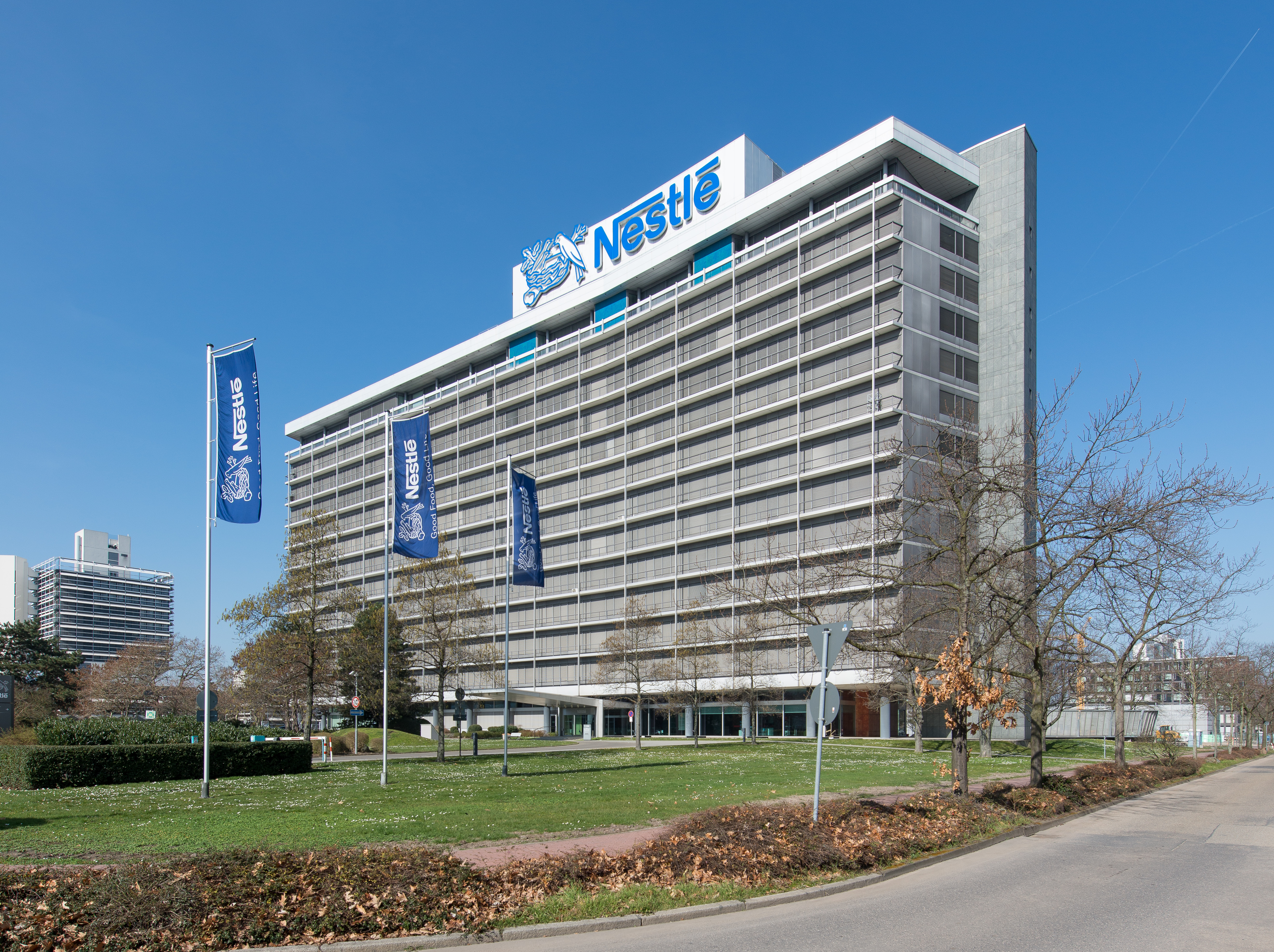
Nestlé-Zentrale, Lyoner Straße

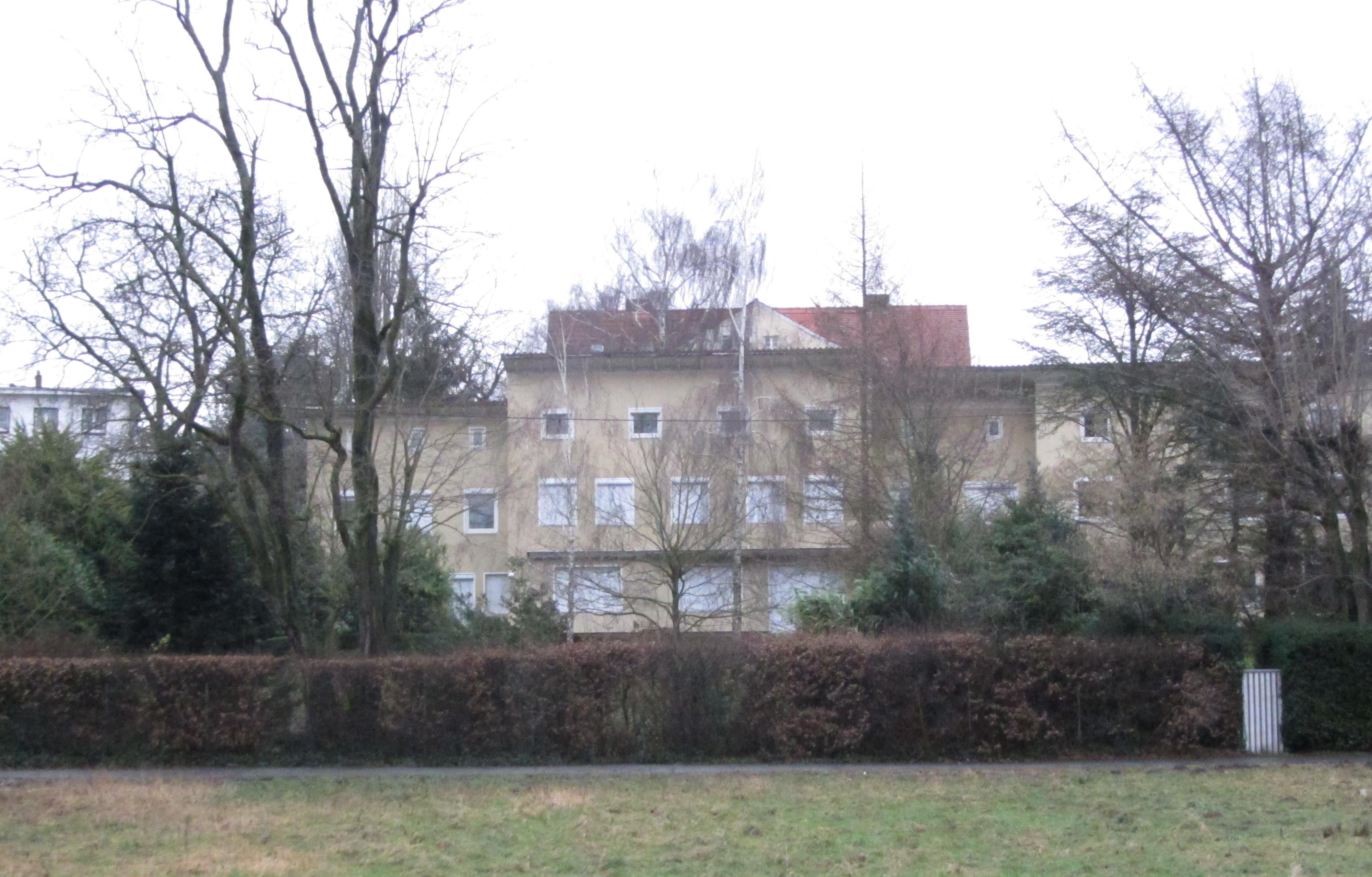
Direktorenvilla Bank deutscher Länder (Gartenseite)

Max Meid (* 18. Juli 1910 in Berlin; † 16. Juli 2009 in Frankfurt am Main) war ein deutscher Architekt. Meid und sein Partner Helmut Romeick gehörten zu den führenden Vertretern der Nachkriegsmoderne in Frankfurt am Main.

## Leben und Wirken
Meid war der Sohn des Malers und Illustrators Hans Meid, wurde in Berlin geboren und wuchs dort in einem künstlerischen Umfeld auf; Max Beckmann war sein Patenonkel und Alfred Kubin war zeitweise Mitbewohner in der Meid'schen Villa.
Er studierte 1929–1934 an der Technischen Hochschule Berlin Architektur, zu seinen Lehrern gehörte Hans Poelzig. Während einer Anstellung als Baureferendar bei Hans Geber (1934–1936) lernte er seinen späteren Partner Helmut Romeick kennen. Mitte der 1930er-Jahrer folgten Tätigkeiten im Staatshochbau in Göttingen und Potsdam. 1938 bewarben sich Meid und Romeick bei Herbert Rimpl als wohl bedeutendstem Industriebauarchitekten des „Dritten Reichs“ für den Aufbau der „Hermann-Göring-Stadt“ (heute als Lebenstedt ein Stadtteil von Salzgitter). In Rimpls Auftrag war Meid 1938–1942 Abteilungsleiter für Wohnungsbau bei der Linzer Wohnungs AG und verantwortete mit Romeick die Errichtung der Siedlung Steyer-Münnichhaus (mit 2.500 Wohnungen für die Steyer-Werke). 1942–1945 folgte eine Tätigkeit in Berlin bei der Montanblock Baustab GmbH unter ihrem Direktor Rimpl und in den letzten Kriegsmonaten als Planer von Industriebauten in Russland, Frankreich und Deutschland, auch als Mitarbeiter an der Konzeption der von der NS-Führung propagierten Alpenfestung in Südtirol.
Nach Ende des Zweiten Weltkriegs arbeiteten Meid und Romeick zunächst als freie Architekten in Steyer, bevor sie 1947 von Johannes Krahn für den Aufbau der vermeintlich künftigen westdeutschen Hauptstadt nach Frankfurt am Main gerufen wurden. Meid und Romeick führten in den 1950er und 1960er Jahren eines der bedeutendsten Architekturbüros in Frankfurt. Markante Einzelgebäude sowie Wohn- und Geschäftshäuser des Büros von Meid und Romeick stellten einen wichtigen Beitrag zum Wiederaufbau Frankfurts dar und prägen das Stadtbild bis heute. Als eines der bedeutendsten Gebäude der Architekten Meid und Romeick gilt das 1964 fertiggestellte National-Haus (Neue Mainzer Straße 1): „In exponierter Lage an der Untermainbrücke bildet der 56 Meter hohe Bau von Süden das optische Entree zum Bankenviertel. Das 17-geschossige Gebäude zeigt eine außergewöhnliche Konstruktion: Fünf mit Kupferblech ummantelte Stahlbetonbügel umfassen den eigentlichen Korpus und greifen auf Etagenhöhe seitlich in den Baukörper ein, so dass dieser wie in einen großen Rahmen eingehängt erscheint. Der Eindruck des Schwebenden wird dadurch verstärkt, dass die beiden unteren Geschosse verglast und nach innen eingerückt sind. Zu seiner Bauzeit wurde das Nationalhaus als eines der ersten Hochhäuser in Frankfurt angesehen.“

## Ämter und Auszeichnungen
1955 bis 1967 war Max Meid Vorsitzender der Landesgruppe Hessen des Bundes Deutscher Architekten (BDA), dem er seit 1949 angehörte, anschließend bis 1990 Vorsitzender der BDA-Stiftung. Der BDA Hessen wählte ihn 2000 anlässlich seines 90. Geburtstags zum Ehrenvorsitzenden und der Bundesverband des Bundes Deutscher Architekten (BDA) ernannte ihn 1990 zum Ehrenmitglied. Der Architekten- und Stadtplanerkammer Hessen stand Meid von 1976 bis 1984 als Präsident vor.
Max Meid war kurz vor seinem Tod seit 2008 Ehrenvorstand der in Erinnerung an seinen Vater 1993 mitbegründeten Hans-Meid-Stiftung zur Förderung begabter Künstler und Studierender auf dem Gebiet der Malerei und der Grafik in Frankfurt.
Im November 1954 wurden die von Meid zusammen mit Romeick realisierten Frankfurter Wohnbauten Löherstraße 2–16, von einer Jury, die vom Bund Deutscher Architekten und dem Hessischen Minister der Finanzen einberufen war, als „vorbildliche Bauten im Lande Hessen“ ausgezeichnet. Der Jury gehörten folgende Architekten an: Werner Hebebrand, Konrad Rühl, Sep Ruf und Ernst Zinsser.
Von den über 20 erhaltenen Bauten von Max Meid wurden bislang acht als Kulturdenkmäler im Sinne des Hessischen Denkmalschutzgesetzes klassifiziert.

## Bauten (Auswahl)
- 1950/51: Direktorenvilla der Bank Deutscher Länder in Frankfurt-Eschersheim (anerkanntes Kulturdenkmal gemäß hessischem Gesetz zum Schutz der Kulturdenkmäler)[5] ⊙
- 1952: Verwaltungsbau der Coca-Cola in Frankfurt, Rheingauallee (nicht erhalten[1])
- 1955: Filmtheater Lili (Lichtspiele am Lindenbaum) in Frankfurt-Eschersheim
- 1956: Parkhaus Hauptwache in Frankfurt, Kornmarkt ⊙
- 1958: Bungalow-Wohnbauten Meid und Romeick Briandring 18–20 in Frankfurt-Sachsenhausen[1] ⊙
- Werksschule der Hoechst AG (heute Provadis) in Frankfurt-Höchst
- 1967–1970: Zentrale der Nestlé Deutschland in Frankfurt-Niederrad, Lyoner Straße 23 ⊙
- 1962–1964: National-Haus in Frankfurt, Neue Mainzer Straße 1[6] („Revitalisierung“ 2004–2006 durch das Büro Pielok Marquardt Architekten[7]) ⊙
- 1971: Konrad-Adenauer-Haus (Bundes-Parteizentrale der CDU) in Bonn, Friedrich-Ebert-Allee (2003 abgerissen)
- 1972: Hochhaus der Chase Manhattan Bank (T11) in Frankfurt, Taunusanlage 11 (1992 umgebaut nach Plänen von KSP Engel) ⊙
- 1980: U-Bahnhöfe der B-Strecke in Frankfurt: Merianplatz, Höhenstraße, Bornheim-Mitte und Seckbacher Landstraße
- 1989–1991: Justizgebäude E in Frankfurt, Friedberger Tor ⊙